# Ikerszelvényesek
Az ikerszelvényesek (Diplopoda) a soklábúak (Myriapoda) altörzsének egyik osztálya. Óriási ökológiai jelentőségük ellenére sokáig elhanyagolták őket; meghatározásuk még „gyerekcipőben jár”. Eddig mintegy 11 000 fajukat írták le; becslések szerint mintegy hétszer ennyi leírása még várat magára.

## Származásuk, elterjedésük
Ez az ősi állatcsoport a több mint 428 millió éve, a késő szilurban fejlődött ki. A világon szinte mindenütt előfordulnak a trópusoktól egészen a sarkkörökig. Magyarországon hat rendjük fajai fordulnak elő:
- gömbsoklábúak (Glomerida),
- szívó ezerlábúak (Polyzoniida),
- vaspondrók (Julida)
- Callipodida
- szövő ezerlábúak (Chordeumatida)
- karimás ikerszelvényesek (Polydesmida)

## Megjelenésük, felépítésük
Két fő testtájuk a fej és a szelvényezett törzs — a törzsszelvényeket gyűrűknek is nevezik. Legtöbbjük törzse a lapos százlábúakétól eltérően hengeres, illetve az összegömbölyödni képes fajoké félhengeres. (Vannak lapos fajok is.) Csápjuk általában rövid (a százlábúaké hosszú). A legnagyobb ikerszelvényesek akár 30 cm hosszúak is lehetnek, lábaik száma megközelíti a 700-at. Mindegyik szelvény átfedi a következőt; közöttük nyúlnak ki az erős, ízelt lábpárak:
- a nyakpajzsnak (collum) nevezett első törzsszelvény lábatlan,
- a 2–4. szelvény egy-egy pár lábat visel,
- a továbbiakból két-két pár láb ered.

A fiatal ikerszelvényeseknek a testük végen is vannak lábatlan szelvényeik.
Többségük páncélja a kitin mellett meszet is tartalmaz.
Két különálló szájszervük van:
- az elülső pár, a mandibula rágásra szolgál,
- a mögötte lévő állkapcsi készülék a gnathochilarium.

A szívó fajok feje ormányszerűvé módosult.
Sajátos érzékszervük a sok ikerszelvényes fején megtalálható Tömösváry-szerv. Külsőleg ez egy, a szélén többnyire kráterszerűen kiemelkedő gyűrű, patkó vagy esetleg csak egy apró pórus. Általában a csáp töve mögött található.
Sok ikerszelvényes fején kétoldalt látószervet láthatunk. Ezek sok apró pontszemből (ocellus)okból) tevődnek össze, a pontszemek azonban a rovarok többségétől eltérően nem állnak össze valódi összetett szemmé. Egyes taxonok, például a karimás ikerszelvényesek (Polydesmida rend) fajai teljesen vakok, egyáltalán nincs szemük. Sok rend barlanglakó fajai másodlagosan vesztették el szemeiket, míg a felszínen élő rokonaik jól látnak.
Ivarmirigyeik a második testszelvényben vannak. A kifejlett példányok ivarszervei sztereomikroszkóppal többnyire jól láthatók — a hím ivarszervek többnyire jobban. A hímeknek ugyanis a párzáshoz módosult járólábaik (gonopodiumaik) vannak, a különböző rendeknél két régióban: vagy a 7. szelvényen, vagy a két utolsó lábpár alakult ún. telopodittá. A hetedik testszelvény ivarlábai gyakran a törzsbe húzódnak, ilyenkor csak annyi látszik, hogy a hímeknek itt nincs járólábuk. Ezeken az ún. párzólábakon, tüskék, szőrök, ostorok egyéb kinövések bonyolult rendje biztosítja, hogy azt a hímek csak a saját fajukhoz tartozó nősténybe legyenek képesek betolni. Eképp a párzólábak a fajok elkülönítésének alapvető bélyegei. A nőstény ivarszervek (amiket néha cyphopodiumnak hívnak) közvetlenül a második lábpár mögött helyezkednek el.
Erre szolgáló mirigyeikben mérget termelnek. Ezek nyílásai sok rendjük fajainál jól láthatók a törzsszelvények két oldalán, a hatodik gyűrűtől kezdve; más rendekben lényegesen nehezebben észlelhetők. Néhány csoportban a nyílások a hát középvonalába rendeződtek. Egyes fajok élénk színűek vagy csíkosak — így riasztják el ellenségeiket, illetve jelzik, hogy nem tanácsos megenni őket.
A törzsszelvények hátoldala egy kemény lemez, az úgynevezett tergit. Ennek oldalsó, lemezszerű kinövései gyakran jellegzetes, fajspecifikus alakúak.

## Életmódjuk, élőhelyük
Szárazföldi lények; a többségük éjjel aktív és meglehetősen lomha. Lábaik mozgás közben hullámvonalat írnak le. Ha veszélyben vannak, spirál alakban összetekerednek, és támadójuknak csak kemény páncéljukat mutatják. Mérgüket védekezésre használják.
Algákat, gombákat és főleg korhadékot esznek; a lomblevelű erdők legfontosabb avarlebontó szervezetei, különösen a trópusokon. Éppen ezért többnyire az avarban vagy a talajban élnek. Bonyolult, módosult szájszervükkel elsőként ők aprítják fel a talajra hullt növényrészeket, így teszik azokat a többi lebontó szervezet:
- giliszták
- ugróvillások
- atkák stb.

számára is fogyaszthatóvá. Néhány fajuk mindenevő.

## Szaporodásuk
Meglehetősen bonyolult módon, belső megtermékenyítéssel szaporodnak; párzás közben a hím és a nőstény néha órákig körülfonja egymást. Mivel a hímek lágy ivarmirigyei a párzásra nem alkalmasak, e művelet előtt második testszelvényükből a hetedikhez, a párzólábakhoz viszik az érett ivarsejteket, és párzás közben ezeket a módosult lábakat tolják a nőstény ivarszervébe (második testszelvényébe). A petéik száma elérheti a 300-at. A fiatal egyedeknek nincs még annyi lába, mint a kifejletteknek: minden vedlésnél egy-egy pár lábbal gyarapodnak.

## Rendszertani felosztásuk
A régebbi taxonómiai rendszerek viszonylag egyszerű hierarchiáját az utóbbi időben jóval tagoltabb, többszintű besorolás váltotta fel. A három hagyományos alosztályból a szőrös ikerszelvényeseké (Penicillata) megmaradt, a másik kettőt, a Pentazoniát és a féregszerűekét (Helminthomorpha) közös alosztályba vonták össze.
A jelenlegi felosztást a rendek szintjéig ismertetjük.

### Szőrös ikerszelvényesek alosztálya(Penicillata)
Az ebbe az alosztályba sorolt fajoknak még nem fejlődött ki a másik alosztályra jellemző rágó szájszerve, páncéljukban pedig nincs mész. Egyetlen rendjük a
- pamatos soklábúaké (Polyxenia), ennek egyetlen hazai faja a
  - pamatos soklábú (Polyxenus lagurus).

### Ezerlábúakalosztály(Chilognatha)
Az alosztály fajainak rágó szájszerve már teljesen kifejlett; páncéljuk meszet tartalmaz. Testük gyűrűkből áll; egy-egy gyűrű általában két testszelvényből olvadt össze.

#### Pentazonia infraosztály
- Limacomorpha öregrend egy renddel:
  - Geomeridesmia
- Oniscomorpha öregrend két renddel:
  - gömbsoklábúak (Glomerida)
  - Spraerotheriida

#### Féregszerűek infraosztálya(Helminthomorpha)
1. subterosztály: Colobognatha 4 renddel:
- - Platydesmida
  - szívó ezerlábúak (Polyzoniida)
  - Siphonocryptida
  - Siphonophorida

2. subterosztály: Eugnatha 3 öregrend 7 rendjével:
- Juliformia öregrend 3 renddel:
  - vaspondrók (Julida)
  - Spirobolida
  - Spirostreptida
- Nematophora öregrend 3 renddel:
  - Callipodida
  - szövő ezerlábúak (Chordeumatida)
  - Stemmiulida
- Merocheta öregrend egyetlen renddel:
  - karimás ikerszelvényesek (Polydesmida)